# Мастер из Трессы

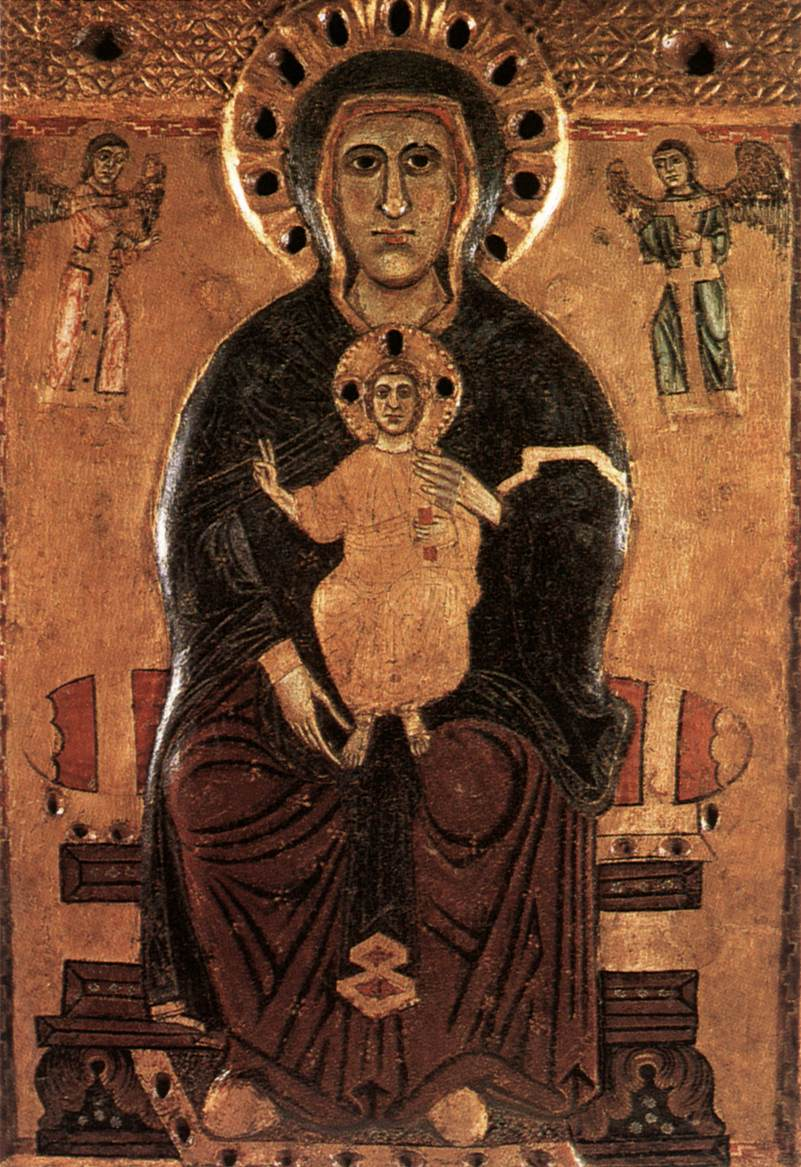
Мастер из Трессы. «Мадонна с большими глазами» ок. 1250 года. Сиена, собор.

Мастер из Трессы (итал. Maestro di Tressa; предположительно ок. 1215 — после 1250) — итальянский художник. Сиенская школа.
«Мастером из Трессы» известный специалист по средневековой живописи Эдвард Гаррисон в 1949 году окрестил автора фрагмента алтаря с изображением «Мадонны с младенцем» из церкви Санта Мария а Тресса недалеко от Сиены. Предполагается, что живописец работал в Сиене и её окрестностях во второй четверти XIII века. Гаррисон объединил под его именем ряд живописных работ, исполненных в романо-византийской традиции в первой половине XIII века. Его авторству учёный приписал несколько произведений, исполненных в 1215—1240 годах:
- «Доссаль № 1» из сиенской Пинакотеки с изображением Христа Пантократора, символов четырёх евангелистов и шести сюжетов из Истории истинного креста: с левой стороны три истории на тему «Триумф креста», с правой — три истории из жития св. Елены. На нижнем клейме справа, по всей вероятности изображена сцена казни святых Сальваторе и Александра — в честь них был построен храм, для которого был создан этот алтарный образ. На иконе стоит дата — 1215 год, это самое древнее датированное произведение сиенской школы живописи. Образ происходит из храма Санти-Сальваторе-э-Алессандро в Фонтебуона-делла-Бадиа-Берарденга (в окрестностях Сиены); он был подарен кардиналом Антоном Феличе Цзондадари, архиепископом Сиены.
- «Мадонна с младенцем и двумя ангелами», известная как «Мадонна с большими глазами» из Музея сиенского собора, сыгравшая, по мнению сиенцев, важную роль в битве при Монтаперти 4 сентября 1260 года.
- Две сцены из жития Иоанна Крестителя, местонахождение которых ныне неизвестно (ранее они, вероятно, были частями одного алтарного образа).
- Доссаль с изображением шести сцен из жития Богоматери и Истории истинного креста (местонахождение сегодня не известно; вероятно, алтарный образ позднее был распилен и распродан по частям, так как одна из шести сцен «Император Ираклий отрубает голову царю Хосрову» оказалась в коллекции Салини, Сиена, и была показана на выставке в 2017 году).
- «Мадонна с младенцем, двумя ангелами и шестью евангельскими историями» (Сиена, Музей округа). Происходит из приходской церкви Санта Мария а Тресса, недалеко от Сиены, обрезана по краям и имеет значительные утраты красочного слоя.

- Мадонна с младенцем из коллекции Киджи Сарачини в Сиене.
- Ему также приписывают «Расписной крест» № 597 из сиенской Пинакотеки, который рассматривается как самое раннее произведение мастера. Однако эта атрибуция вызывает сомнение у таких серьёзных учёных, как Торрити (1977), Беллози и Анджелини (1986), которые автором креста считают другого анонимного «Мастера Сан Пьетро из Виллоре».

Самым ранним произведением Мастера из Трессы считают Доссаль № 1, в котором видна связь с коптской христианской живописью той эпохи, самым поздним — «Мадонну с младенцем» из коллекции Киджи Сарачини, в которой ощущается влияние луккано-пизанской живописи первой половины XIII века. Таким образом, предполагается, что эволюция живописца развивалась от копирования византийских и коптских образцов к более самостоятельной итальянской манере, находившейся в круге идей, циркулировавших в тосканской живописи второй четверти XIII века.
«Мадонна с младенцем и двумя ангелами» (или как её ещё называют «Мадонна с большими глазами») является ценным артефактом не столько даже с художественной точки зрения (хотя это достаточной редкий пример сиенской живописи середины XIII века), сколько с культурно-исторической. Перед важным сражением 4 сентября 1260 года — битве при Монтаперти, глава городского правительства Сиены, Бонагвида Лукари, перед толпой горожан, собравшихся на площади у собора, заявил, что божественные силы помогают сиенцам, а Пресвятую Деву назвал покровительницей сиенской коммуны. В той битве сиенские гибеллины одержали верх над превосходящей армией флорентийских гвельфов. Это событие предопределило процветание Сиены на долгие годы, а икона с изображением так сильно «поспособствовавшей» этому «Мадонны с большими глазами», заняла постоянное место в алтаре собора. После этого события в Сиене возник настоящий культ Мадонны (и большая индустрия по производству её изображений), который достиг своей кульминации в огромной и торжественной «Маэста» Дуччо.

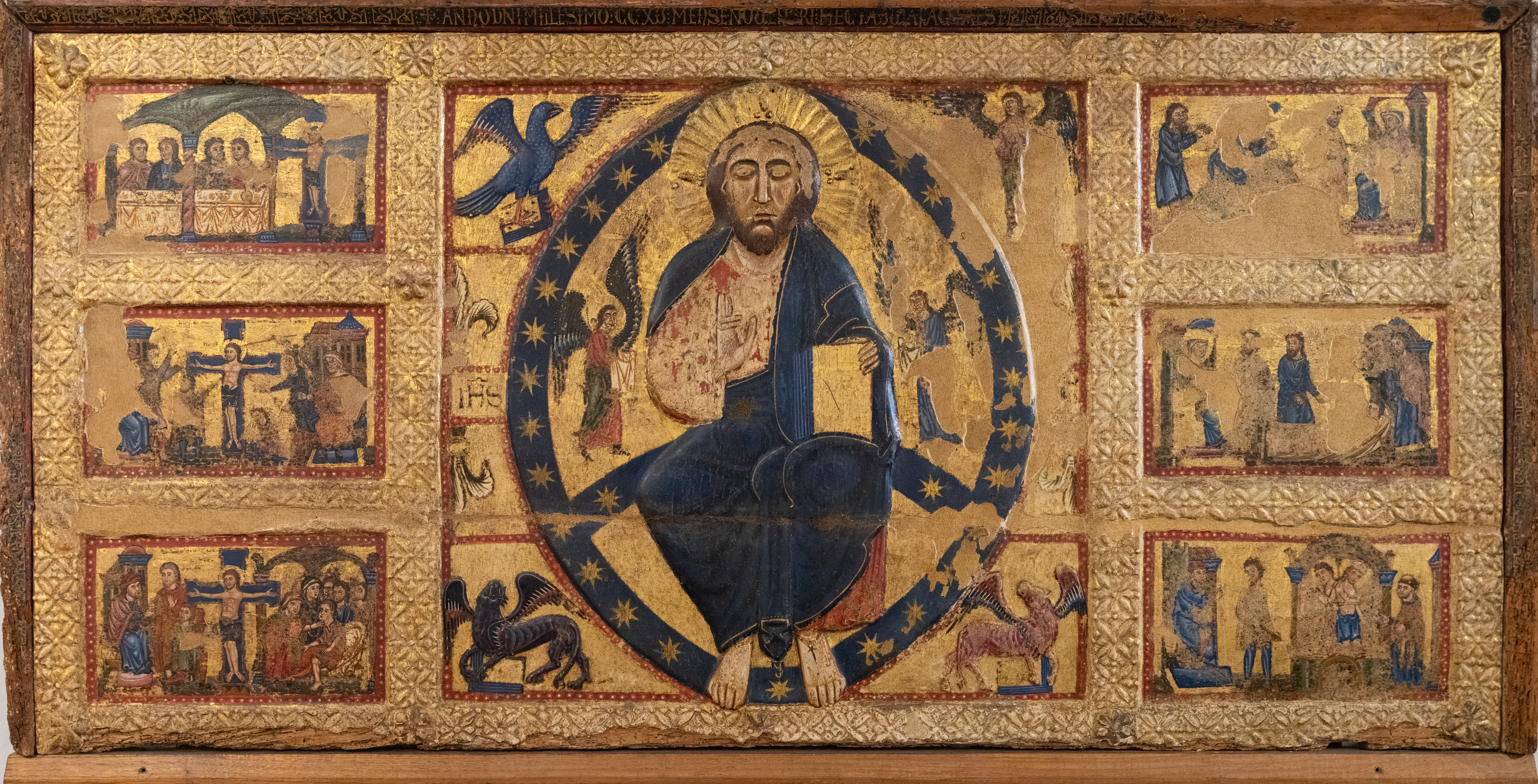
Христос во славе и шесть сцен из истории Истинного креста. 1215 год. Сиена, Пинакотека.
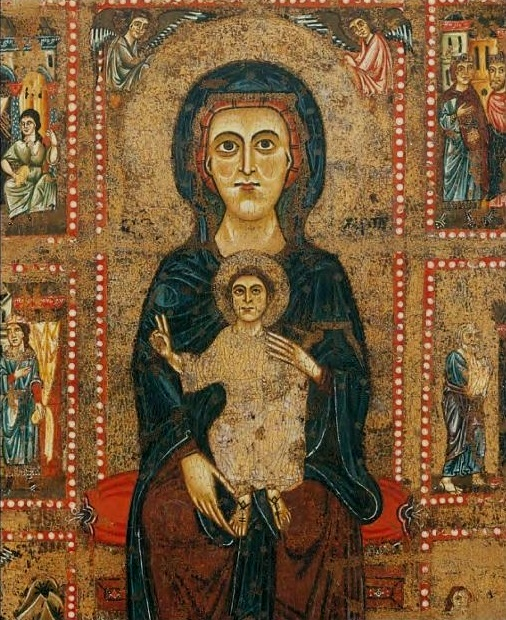
Мастер из Трессы. Мадонна с младенцем, двумя ангелами и шестью евангельскими историями. Сиена, Музей округа.
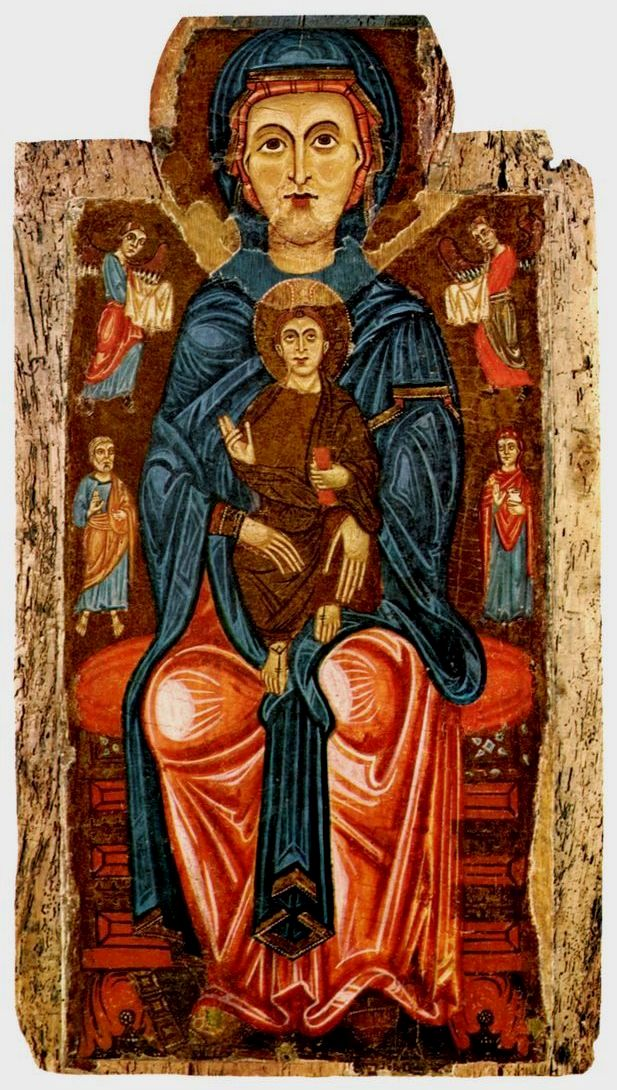
Мастер из Трессы. Мадонна с младенцем, ангелами и святыми. 1225—1250 годы. Коллекция Киджи Сарачини, Сиена.
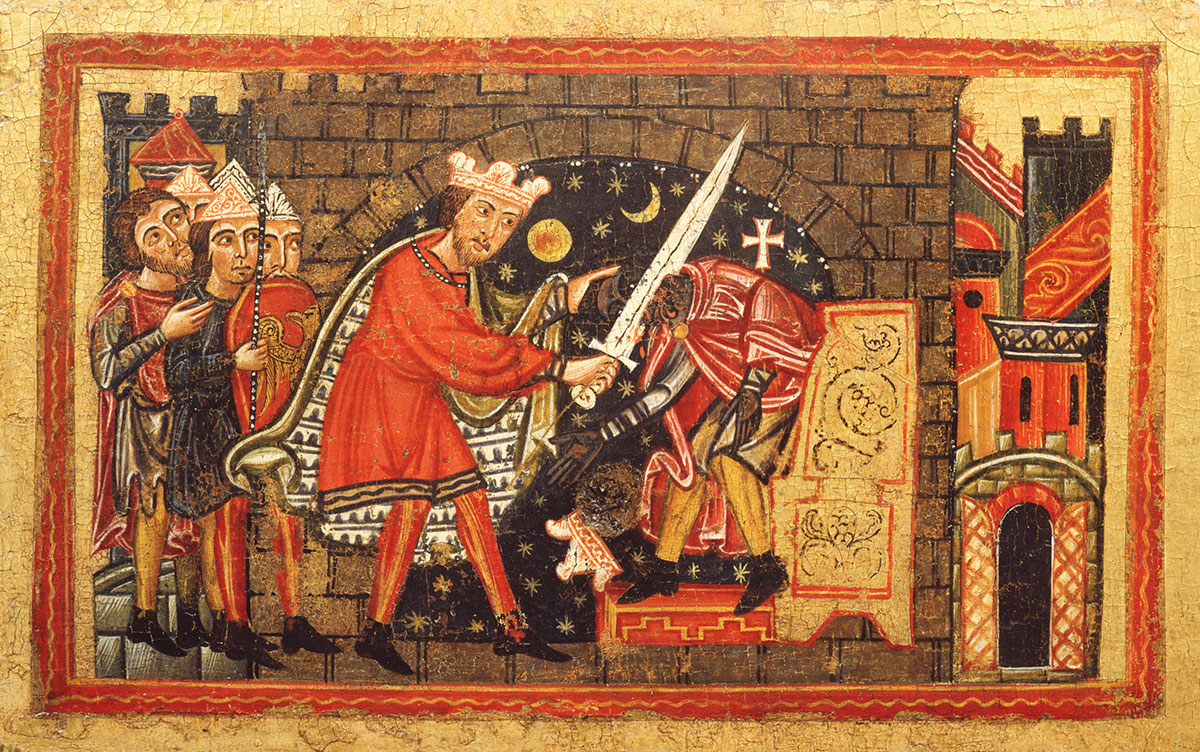
Ираклий отрубает голову царю Хосрову. 1215, Коллекция Салини, Сиена.